# イデハル
イデハル(idehal)は日本のバンド、ミュージシャン。シンガーソングライターの井出泰彰とhàlからなるユニット。

## メンバー
- 井出泰彰
- hàl

### サポートメンバー
- 小川真司
サポートベーシストとして。井出とは旧来の付き合い。イデハルのレコーディングにて参加。
- 高尾俊行
サポートドラムおよびパーカッションとして。井出とは旧来の付き合い。イデハルのライブにサポート参加した際は、一時的に「イデハルオ」というバンド名になるらしい。

## 略歴
- 2006年、ニッスイのCMソングの製作をきっかけ意気投合し、ユニット「イデハル」を結成。
- 2007年3月より、本格的に活動をスタート。

## 配信
- 1st Song "SMILE!" （2007年3月29日）※公式サイトでの無料配信
- 2nd Song "Daddy" （2007年5月16日）※配信サイトでのDL販売

## シングル
- Daddy+SMILE!（2007年3月29日）
※自主製作盤。2曲入り300円。手作りのCD-Rのため、レーベル面のカラーバリエーションが5色展開されていた。2007年5月に開催されたライブ会場2箇所のみでの販売。しかし収録されていたSMILE!のニッスイでの版権の都合上、販売が出来ないことが判明し、その後は販売中止となった。

## 楽曲リスト
- SMILE! (作詞：hàl／作曲：井出泰彰)
- TOPICS (作詞：井上睦都実／作曲：井出泰彰) ※元々は井出泰彰のソロ曲だったが、それをイデハルにてセルフカバーした。
- ストーリー (作詞：hàl／作曲：井出泰彰)
- Daddy (作詞：hàl／作曲：井出泰彰)
- 鼓動レコード (作詞：hàl／作曲：井出泰彰)
- 愛のカタチ (作詞・作曲：hàl)
- 夏色気分☆ (作詞：hàl／作曲：井出泰彰)

## メディア

### ラジオ
- レギュラー番組 "Midnight Session" （α-STATION・2007年3月開始）
  - 毎週木曜日・24:00～25:00 （2007年3月）
  - 毎週土曜日・26:00～27:00 （2007年4月～9月）
  - 毎週土曜日・25:00～26:00 （2007年10月～ ）

### CM
- ニッスイ「大きな大きな焼きおにぎり」(2006年～) (BGMにDaddyが使用されている)
- ニッスイ「わが家の麺自慢 ちゃんぽん」(2006年～) (BGMがイデハルのオリジナル)
- ニッスイ「脂質カットシリーズ」(2006年)
- ニッスイ「海からサラダフレーク」(2007年4月～) (BGMがイデハルのオリジナル)

## ライブ
- 2007年3月21日 京都駅ビルPresents α-STATION blossom 9days@京都駅ビル東広場
セットリスト：1.望遠鏡の向こう側で 2.TOPICS 3.ストーリー 4.Daddy 5.SMILE!
- 2007年4月20日 ナナカイアワー@渋谷7th FLOOR
セットリスト：1.SMILE! 2.ストーリー 3.TOPICS 4.Daddy 5.鼓動レコード
対バン：Taja, 小山晶代, 山口晶
- 2007年5月16日 essence.32@恵比寿天窓.switch
セットリスト：1.SMILE! 2.ストーリー 3.愛のカタチ 4.TOPICS 5.Daddy 6.鼓動レコード
対バン：unistyle, fika
- 2007年5月28日 HIGH BRIDGE GOES TO AKASAKA "アカブリ vol.15"@赤坂GRAFFITI
セットリスト：1.ストーリー 2.SMILE! 3.愛のカタチ 4.Daddy 5.夏色気分☆ 6.鼓動レコード
対バン：古澤ひかり, 篠原信夫, 鈴木羊
- 2007年8月12日 GRAFFITI 12th Anniversary ～MID-SUMMER SPECIAL～@赤坂GRAFFITI
セットリスト：1.SMILE! 2.夏色気分☆ 3.ストーリー 4.愛のカタチ 5.鼓動レコード 6.Daddy
対バン：シミズリエ, 坂本麗衣, 拝郷メイコ